# تشارلي شيبرد
تشارلي شيبرد (بالإنجليزية: Charlie Shepard)‏ هو لاعب كرة قدم أمريكية أمريكي، ولد في 11 يوليو 1933 في دالاس في الولايات المتحدة، وتوفي في 23 يونيو 2009 في بلينو في الولايات المتحدة.

## وصلات خارجية
- تشارلي شيبرد على موقع مرجع كرة القدم المحترفة.كوم (الإنجليزية)